# موسیقی کلاسیک
موسیقی کلاسیک (به انگلیسی: classical music، به فرانسوی: musique classique) به‌طور کلی به موسیقی هنری گفته می‌شود که در سنت موسیقی اروپایی ریشه دارد و از سده‌های میانه تا به امروز توسعه یافته است. این موسیقی معمولاً با نت‌نویسی دقیق، ساختار پیچیده و استفاده از ارکستر یا گروه‌های موسیقی بزرگ شناخته می‌شود. آغازِ این نوع موسیقی را از حدود سال ۵۰۰ میلادی می‌دانند.

## تاریخچه
موسیقی کلاسیک غربی، نوعی موسیقی هنری است که ریشه در سنت‌های اروپایی دارد و از قرون وسطی تا به امروز تکامل یافته است. این موسیقی با فرم‌های پیچیده، استفاده از ارکسترهای بزرگ و نت‌نویسی دقیق شناخته می‌شود و جایگاه ویژه‌ای در فرهنگ غرب دارد.
در ابتدا، موسیقی کلاسیک تحت حمایت کلیساها و دربارهای سلطنتی در اروپای غربی شکل گرفت. موسیقی قرون وسطی عمدتاً مذهبی و تک‌صدایی بود و از موسیقی یونان و روم باستان الهام می‌گرفت.
در قرن دوازدهم، فرانسه به مرکز موسیقی اروپا تبدیل شد و مکتب نتردام پاریس با نوآوری‌های خود در ریتم و چندصدایی، موسیقی را متحول کرد.
در دوره باروک (۱۶۰۰–۱۷۵۰)، موسیقی کلاسیک به سمت پیچیدگی و استفاده از سازهای بیشتر حرکت کرد. ایتالیا همچنان پیشتاز بود و اپرا، کنسرتو، سونات و فرم‌های آوازی بزرگ مانند اوراتوریو و کانتات در این کشور شکل گرفتند.
دوره کلاسیک (۱۷۳۰–۱۸۲۰) با آهنگسازانی چون موتسارت، هایدن و بتهوون، موسیقی را به سمت سادگی و زیبایی طبیعی سوق داد. این دوره شاهد خلق آثار برجسته‌ای در زمینه موسیقی محض مانند سمفونی، کوارتت زهی و کنسرتو بود.
در دوره رمانتیک (۱۸۰۰–۱۹۱۰)، موسیقی کلاسیک به سمت احساسات و عواطف بیشتر حرکت کرد و آثاری مانند آواز هنری، پوئم و قطعات پیانو خلق شدند. اپراهای واگنر نیز در این دوره به اوج خود رسیدند.
در قرن بیستم، موسیقی کلاسیک به سمت تنوع سبکی و گسستگی از سنت‌های گذشته حرکت کرد. مدرنیسم، سریالسم، موسیقی مینیمال و موسیقی طیفی از جمله سبک‌های جدیدی بودند که در این دوره ظهور کردند.
امروزه موسیقی کلاسیک در سراسر جهان اجرا می‌شود و آهنگسازان و نوازندگان از قاره‌های مختلف در آن مشارکت دارند. این موسیقی همچنان به عنوان یکی از مهم‌ترین و تأثیرگذارترین اشکال موسیقی در جهان شناخته می‌شود.

### پیشینه اصطلاح کلاسیک
اصطلاح "کلاسیک" در موسیقی ریشه در واژه لاتین "classicus" دارد که در ابتدا به بالاترین طبقه شهروندان روم باستان اشاره می‌کرد. در دوران رنسانس، این صفت معنای گسترده‌تری پیدا کرد و به معنای "اصولی، منظم، دارای رتبه مناسب، همچنین تأیید شده، معتبر، اصلی و مهم" به کار می‌رفت. در موسیقی، این اصطلاح برای اشاره به موسیقی با ساختار منظم و کیفیت عالی استفاده می‌شد.
در قرن هجدهم در انگلستان، اصطلاح «کلاسیک» برای اشاره به مجموعه‌ای از آثار خاص در اجرا استفاده می‌شد. در آن زمان، لندن دارای صحنه موسیقی عمومی برجسته‌ای بود و مفهوم «موسیقی کلاسیک» یا «موسیقی باستانی» پدید آمد که بر اصول نظم و تعالی استوار بود.
در فرانسه، در زمان سلطنت لویی چهاردهم، موسیقی ژان باتیست لولی و بعدها کریستف ویلیبالد گلوک به عنوان «اپرای فرانسوی کلاسیک» شناخته می‌شد. در سایر نقاط اروپا، کنار گذاشتن تعریف «کلاسیک» به عنوان مشابه جهان یونانی-رومی کندتر بود.
در اوایل قرن نوزدهم، بسیاری از مفسران اروپایی تعریف جدیدی از موسیقی کلاسیک ارائه دادند که در آن آهنگسازان قدیمی‌تر مانند موتسارت، هایدن و بتهوون (به استثنای برخی از آثار بعدی او) به عنوان «کلاسیک» در مقابل سبک نوظهور موسیقی رمانتیک قرار می‌گرفتند. این سه آهنگساز به ویژه در مکتب اول وین گروه‌بندی شدند، که گاهی «کلاسیک‌های وین» نامیده می‌شود، اگرچه هیچ‌یک از این سه نفر در وین به دنیا نیامده بودند و هایدن و موتسارت زمان کمی را در این شهر گذرانده بودند.
به‌طور کلی، برخی از نویسندگان از اصطلاح «کلاسیک» برای ستایش آثار خوب آهنگسازان مختلف، به ویژه آن‌هایی که آثار زیادی را در یک ژانر تثبیت‌شده تولید کرده‌اند، استفاده می‌کردند.

## ساختار
موسیقی کلاسیک و دوره کلاسیک دو مقولهٔ جداگانه هستند، اولی به سبک و دومی به دورهٔ تاریخی اشاره دارد.

### ویژگی
برخی از ویژگی‌های برجسته موسیقی کلاسیک عبارتند از:
- ساختار پیچیده: موسیقی کلاسیک اغلب دارای ساختارهای پیچیده‌ای مانند سونات، سمفونی، کنسرتو و اپرا است.
- استفاده از ارکستر: بسیاری از آثار موسیقی کلاسیک برای ارکستر نوشته شده‌اند که شامل گروه‌های مختلفی از سازهای زهی، بادی چوبی، بادی برنجی و کوبه‌ای می‌شود.
- نت‌نویسی دقیق: موسیقی کلاسیک معمولاً با نت‌نویسی دقیق نوشته می‌شود که به نوازندگان و خوانندگان اجازه می‌دهد تا اثر را به‌طور دقیق اجرا کنند.
- اهمیت ملودی و هارمونی: ملودی و هارمونی دو عنصر اساسی در موسیقی کلاسیک هستند و آهنگسازان از آن‌ها برای ایجاد احساسات و بیان ایده‌های خود استفاده می‌کنند.
- تأثیر فرهنگی و تاریخی: موسیقی کلاسیک تأثیر عمیقی بر فرهنگ و تاریخ غرب داشته است و بسیاری از آثار آن به عنوان شاهکارهای هنری شناخته می‌شوند.

برخی از آهنگسازان برجسته موسیقی کلاسیک عبارتند از:
- یوهان سباستیان باخ
- ولفگانگ آمادئوس موتسارت
- لودویگ فان بتهوون
- یوهانس برامس
- پیوتر ایلیچ چایکوفسکی

موسیقی کلاسیک به دوره‌های مختلفی تقسیم می‌شود، از جمله:
- دورهٔ باروک (۱۶۰۰–۱۷۵۰)
- دورهٔ کلاسیک (۱۷۵۰–۱۸۲۰)
- دورهٔ رمانتیک (۱۸۲۰–۱۹۰۰)
- دورهٔ معاصر (۱۹۰۰ تا کنون)

هر دوره دارای ویژگی‌ها و سبک‌های خاص خود است. موسیقی کلاسیک همچنان در سراسر جهان اجرا شده و به آن توجه می‌شود و به عنوان یکی از مهم‌ترین و تأثیرگذارترین اشکال موسیقی در نظر گرفته می‌شود.

### مفاهیم پایه
ارکستر (سازگان) یک گروه بزرگ موسیقی است که از نوازندگان مختلف با سازهای گوناگون تشکیل شده است. این سازها شامل سازهای زهی (مثل ویولن و ویولنسل)، سازهای بادی (مثل فلوت و ترومپت) و سازهای کوبه‌ای (مثل طبل و سنج) می‌شوند.
کنسرت (هم‌نوازی) یک اجرای زنده موسیقی است که معمولاً توسط یک ارکستر یا گروه موسیقی در یک سالن بزرگ برگزار می‌شود. تماشاگران برای دیدن و شنیدن این اجرا بلیت می‌خرند.
ملودی (نغمه یا لحن) به خط اصلی موسیقی گفته می‌شود که معمولاً توسط یک ساز یا خواننده اجرا می‌شود. ملودی‌ها اغلب زیبا و به یاد ماندنی هستند و می‌توانند احساسات مختلفی را در شنونده ایجاد کنند.
هارمونی (هماهنگ‌نوازی) به ترکیب همزمان چند نت موسیقی گفته می‌شود که با هم نواخته می‌شوند و صدایی غنی‌تر و زیباتر ایجاد می‌کنند. هارمونی‌ها می‌توانند احساسات متفاوتی را در شنونده ایجاد کنند، مثلاً شادی، غم، آرامش یا هیجان.
سونات (تصنیف) یک قطعه موسیقی است که معمولاً برای یک یا دو ساز نوشته می‌شود و از چند بخش تشکیل شده است. سونات‌ها معمولاً دارای ساختاری مشخص هستند و برای نشان دادن مهارت نوازندگان در نظر گرفته می‌شوند.
سمفونی یک قطعه موسیقی بلند و پیچیده است که برای ارکستر نوشته می‌شود. سمفونی‌ها معمولاً از چهار بخش تشکیل شده‌اند و هر بخش حال و هوای متفاوتی دارد. سمفونی‌ها اغلب به عنوان برترین دستاوردهای موسیقی کلاسیک شناخته می‌شوند.
کنسرتو یک قطعه موسیقی است که برای یک ساز تک‌نوازی (مثل پیانو یا ویولن) و ارکستر نوشته می‌شود. در کنسرتو، ساز تک‌نوازی با ارکستر تعامل دارد و گاهی با آن رقابت می‌کند و گاهی با آن همراهی می‌کند.
اپرا یک نمایش موزیکال است که در آن داستان از طریق آواز و موسیقی بیان می‌شود. اپراها معمولاً دارای صحنه‌های پر جزئیات، لباس‌های زیبا و دکورهای چشمگیر هستند.

## دوره‌های موسیقی کلاسیک

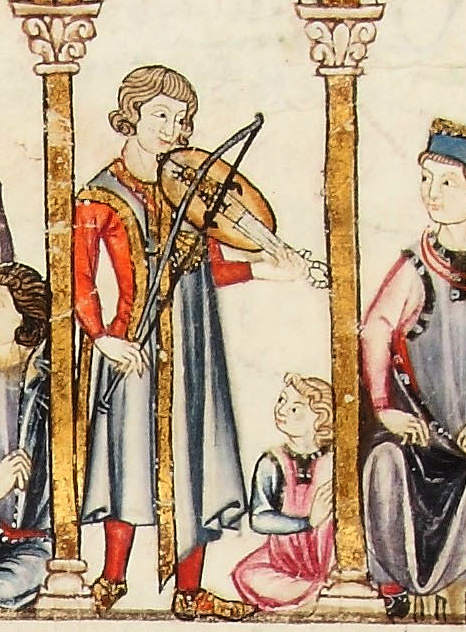
یک موسیقی دان و نوازنده در دوره قرون وسطی

موسیقی کلاسیک را از نظر سبک و تحوّل تاریخی آن به چند دورهٔ کوچک‌تر تقسیم کرده‌اند:

### دورهسده‌های میانه(قرون وُسطی)
قرون وسطی به یک هزاره از تاریخ و تاریخ موسیقی غرب گفته می‌شود که فروپاشی امپراطوری روم غربی در سال ۴۷۶ آغاز و با ظهور دورهٔ رُنسانس در اواسط قرن پانزدهم میلادی فرجام می‌یابد. موسیقی در این هزاره غالباً در انحصار کلیسا بوده و تکاملِ آن توسط آهنگسازانی صورت گرفت که در خدمت کلیسا بودند و اغلبِ موسیقی‌های به جا مانده از این دوره، موسیقی مذهبی است که متون آن از اِنجیل آمده است.

### دوره رنسانس

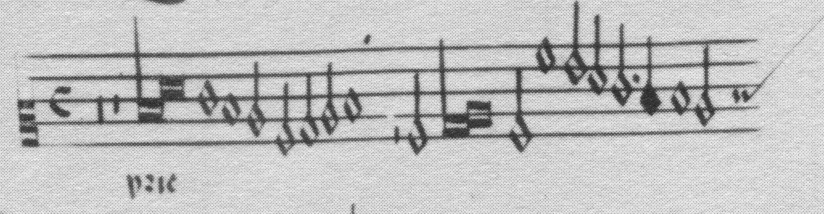
نمونه‌ای از نت نویسی در دوره رنسانس

رنسانس (تولد دوباره) به جریان فکری پیچیده‌ای گفته می‌شود که بین قرن چهاردهم و شانزدهم میلادی، اروپا را عمیقاً تغییر داد. در ایتالیا آغاز شد؛ با کشف مجدد نیاکان روم- یونانی‌شان و تقلید از آن‌ها. ایتالیایی‌ها امید داشتند بتوانند گذشتهٔ شکوهمندشان را بازسازی کنند. ایدهٔ واقع‌گرایانه‌ای نبود و ازلحاظ سیاسی به توفیقی دست نیافت. در انتهای رنسانس، ایتالیا به‌جای تبدیل به امپراتوری روم، درگیر همان جنگ‌هایی بود که از زمان سده‌های میانه آغاز شده بود. با این حال، احیای فرهنگ رومی و یونانی ارزش‌های جدیدی به ارمغان آورد. ابتدا در ایتالیا و سپس در سرتاسر اروپا. رنسانس به شکلی دوران کشف دنیا بود. عصری که کلمب، ماژلان، داوینچی، کوپرنیک، گالیله و شکسپیر را به خود دید. با اشغال آمریکای جنوبی توسط اسپانیا در اواخر قرن پانزدهم و ورود انگلیس به آمریکای شمالی در اوایل قرن هفدهم، دیگر سرزمین بکری برای اروپاییان وجود نداشت.

### دورهٔ باروک

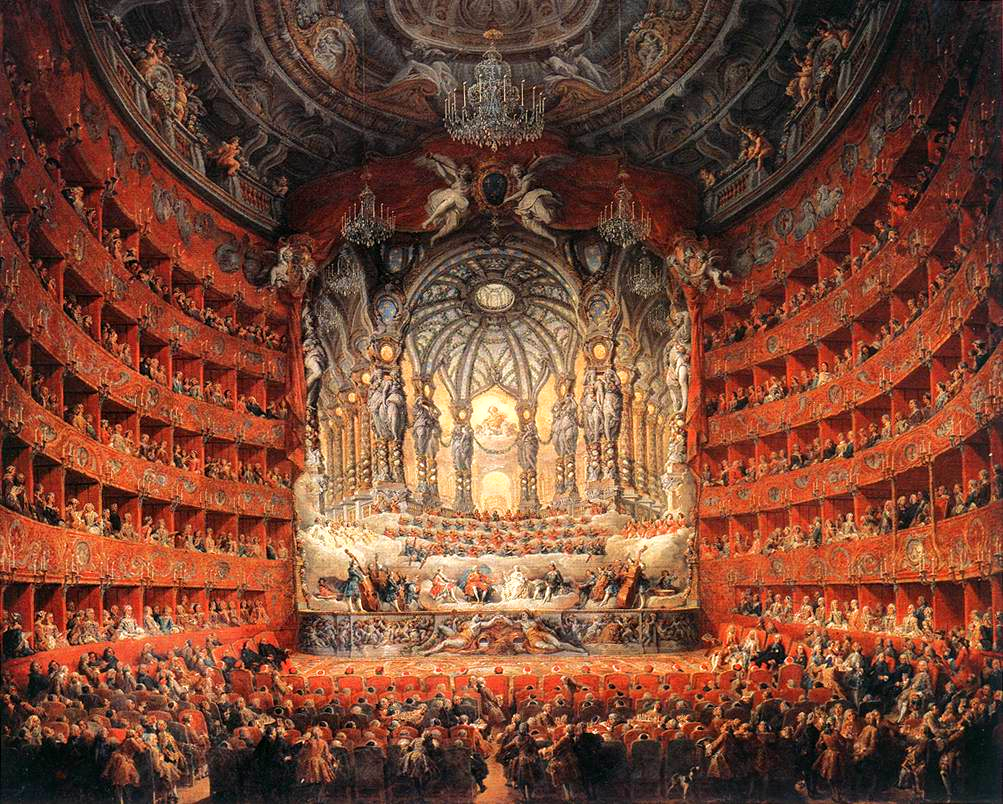
تالار بزرگ کنسرت در دوره باروک

این دوره از سال ۱۶۰۰ م شروع می‌شود و تا حدود ۱۷۵۰ م ادامه می‌یابد. لغتِ باروک در عالم هنر (نه فقط موسیقی) معادل استادانه زینت دادن یا ماهرانه درست کردن به‌کار می‌رود که از مشخصات بارز هنر این سال‌ها بوده است.
موسیقی این دوره، همانند سایر هنرهای هم‌عصر خود، بیانگر اشرافیت و قدرت حکومت‌های اروپایی بوده است. نیاز کلیسا برای جذاب‌تر کردن نیایش نیز در گسترش این سبک تأثیر بسیاری داشته است.
یکپارچگی در حالت موسیقی از ویژگی‌های موسیقی این دوره است.
از معروف‌ترین موسیقی‌دانان این سبک می‌توان باخ و ویوالدی را نام برد.

### دورهٔ کلاسیک

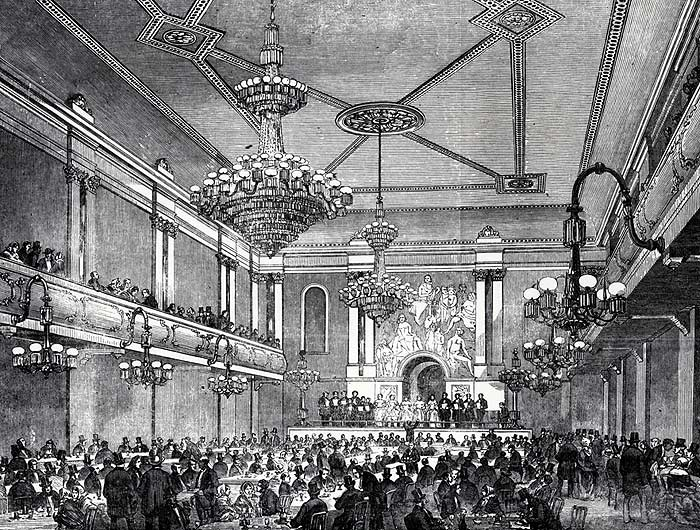
تالار کنسرت کانتربری در دوره کلاسیک (۱۸۵۲)

دورهٔ کلاسیک سال‌های ۱۷۳۰ تا ۱۸۲۰م را شامل می‌شود.
قرن هجدهم مصادف بود با جریان روشن‌فکری یا آزادی اندیشه از بند خرافات، که در آن طغیانی علیه متافیزیک و به نفع احساسات معمولی و روان‌شناسی تجربی و عملی، علیه آیین و مراسم تشریفاتی اشرافی و به نفع زندگی طبیعی و ساده، علیه خودکامگی و به نفع آزادی فردی، علیه امتیازات و حق ویژه و به نفع حقوق مساوی مردم و تعلیم و تربیت همگانی صورت گرفت. در این دوره، برای اولین بار در موسیقی، این فکر ظهور کرد که موسیقی در حقیقت همانند دیگر هنرها مقصود و هدفی ندارد، بلکه صرفاً به‌خاطر خودش وجود دارد؛ یعنی موسیقی برای خودِ هنر موسیقی موجودیت می‌یابد. پس از دورهٔ کلاسیک با هنر موسیقی برپایهٔ ایدهٔ «هنر به‌خاطر هنر (هنر برای هنر)» برخورد می‌شد.
هنر در این دوران، بیشتر متوجه سادگی است تا تزئینات ماهرانهٔ دوران باروک، ولی درزمینهٔ موسیقی، این رویکرد به‌عکس اتفاق می‌افتد. برخلاف دورهٔ باروک، در دوران کلاسیک، حالت‌های مختلف و متضادی در ارائهٔ احساس در موسیقی وجود دارد. بافت موسیقی کلاسیک نیز بیشتر هوموفونیک است تا پلی‌فونیک.
از هنرمندان برجستهٔ این دوره می‌توان از هایدن، موتزارت، بتهوون و گلوک نام برد.

### دورهٔ رمانتیک

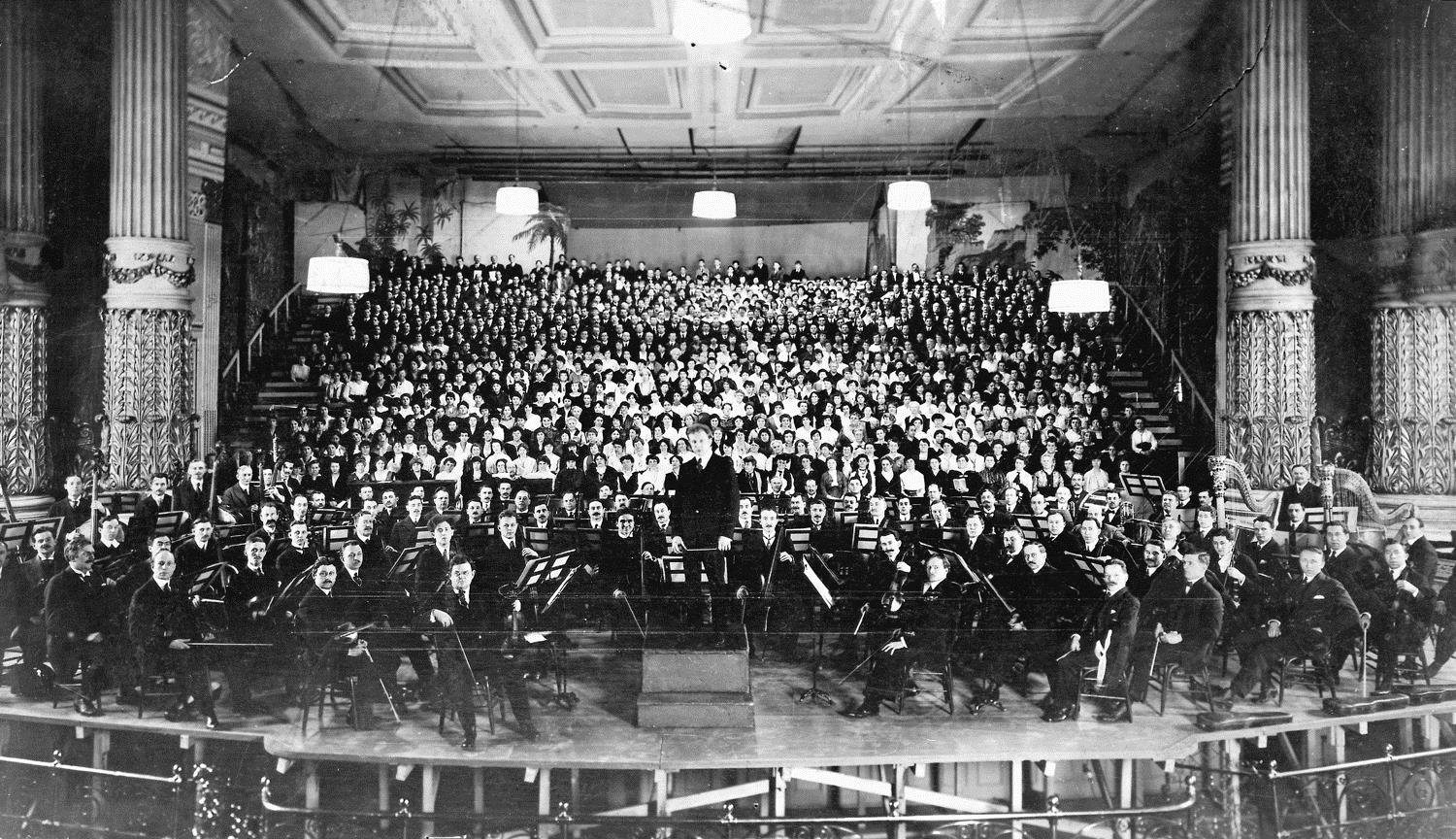
ارکستر سمفونیک فیلادلفیا (۱۹۱۶ م)، اجرای سمفونی شماره ۸ گوستاو مالر، آخرین آهنگساز دورهٔ رمانتیک

سبک رمانتیک سال‌های ۱۸۲۰ تا ۱۹۱۰ م را شامل می‌شود. در این دوره، احساسات نقش بسزایی در موسیقی پیدا می‌کند. موسیقی در این دوره به‌صورت ابزاری در دست آهنگساز برای مطرح کردن احساسات شخصیِ اوست.
توبای واگنر یکی از سازهای بادی برنجی است که در دورهٔ ریشارد واگنر به سازهای بادی اضافه شد، که بعدها نیز در سمفونی شماره ۷ آنتون بروکنر و بالهٔ دریاچه قو از چایکوفسکی نیز مورد استفاده قرار گرفت.
معروف‌ترین آهنگسازان و موسیقی‌دانان این سبک فردریک شوپن، فرانتس لیست و فلیکس مندلسون هستند.

### دوره مدرن (قرن بیستم)
این دوره را دورهٔ مدرنیسم یا نوگرایی موسیقی کلاسیک می‌دانند. آهنگسازان این دوره هرچه بیشتر سعی کردند تا کارهای خود را از سبک‌های گذشته متمایز و از باورها و قانون‌های گذشته عبور کنند.

### دوره معاصر
موسیقی معاصر از سال ۱۹۷۰ م آغاز شده است و تاکنون ادامه دارد. آهنگ‌سازان معاصرِ کلاسیک بیشتر به ساختن موسیقی مینیمال و آوانگارد روی آورده‌اند.

## نمودار دورهٔ زمانیِ آهنگ‌سازان و سبک آنان
| دورهٔ قرون وسطیٰ (۵۰۰–۱۴۰۰ م) | دورهٔ رنسانس (۱۴۰۰–۱۶۰۰ م) | دورهٔ باروک (۱۶۰۰–۱۷۵۰ م) | دورهٔ کلاسیک (۱۷۳۰–۱۸۲۰ م) | دورهٔ رمانتیک (۱۸۲۰–۱۹۱۰ م) | دورهٔ مدرن (۱۹۱۰–۱۹۷۵ م) | دورهٔ معاصر (۱۹۷۵-اکنون) |
| --------------------------- | ------------------------- | ------------------------ | ------------------------- | -------------------------- | ----------------------- | ----------------------- |
| هیلدگارد بینگنی             | پالسترینا                 | کلودیو مونته‌وردی         | یوزف هایدن                | لودویگ فان بتهوون          | کلود دبوسی              | جان کیج                 |
| ادم دو لا ال                | ژوسکن د پره               | هنری پرسل                | کریستف ویلیبالد گلوک      | نیکولو پاگانینی            | آرنولد شونبرگ           | گئورگ لیگتی             |
| لئونین                      | گیوم دوفه                 | توماسو آلبینونی          | ولفگانگ آمادئوس موتسارت   | جواکینو روسینی             | موریس راول              | پی‌یر بولز               |
| پروتین                      | جان دانستاپل              | آنتونیو ویوالدی          | لودویگ فان بتهوون         | فرانتس شوبرت               | بلا بارتوک              | کارل هاینز اشتوکهاوزن   |
| گیوم دو ماشو                |                           | دومنیکو اسکارلاتی        |                           | هکتور برلیوز               | ایگور استراوینسکی       | آروو پرت                |
|                             |                           | یوهان سباستیان باخ       |                           | فلیکس مندلسون              | الکساندر اسکریابین      | فیلیپ گلس               |
|                             |                           | جرج فردریک هندل          |                           | فردریک شوپن                | سرگئی پروکفیف           |                         |
|                             |                           | یوهان پاخلبل             |                           | روبرت شومان                | دمیتری شوستاکوویچ       |                         |
|                             |                           |                          |                           | فرانتس لیست                | پل هیندمیت              |                         |
|                             |                           |                          |                           | ریشارد واگنر               | الیویه مسیان            |                         |
|                             |                           |                          |                           | جوزپه وردی                 | آنتون وبرن              |                         |
|                             |                           |                          |                           | آنتون بروکنر               | آلبان برگ               |                         |
|                             |                           |                          |                           | یوهانس برامس               | پل هیندمیت              |                         |
|                             |                           |                          |                           | کامی سن-سانس               | آرون کوپلند             |                         |
|                             |                           |                          |                           | ژرژ بیزه                   |                         |                         |
|                             |                           |                          |                           | پیوتر ایلیچ چایکوفسکی      |                         |                         |
|                             |                           |                          |                           | آنتونین دورژاک             |                         |                         |
|                             |                           |                          |                           | ادوارد گریگ                |                         |                         |
|                             |                           |                          |                           | نیکلای ریمسکی-کورساکف      |                         |                         |
|                             |                           |                          |                           | جاکومو پوچینی              |                         |                         |
|                             |                           |                          |                           | گوستاو مالر                |                         |                         |
|                             |                           |                          |                           | ریشارد اشتراوس             |                         |                         |

## نمودارفرمدر دوره‌های موسیقی کلاسیک[۲]
| دورهٔ قرون وسطیٰ    | دورهٔ رنسانس | دورهٔ باروک   | دورهٔ کلاسیک | دورهٔ رمانتیک   | دورهٔ مدرن      | دورهٔ معاصر       |
| ----------------- | ----------- | ------------ | ----------- | -------------- | -------------- | ---------------- |
|                   |             | کنسرتو گروسو | سمفونی      | سمفونی         | سمفونی         |                  |
|                   |             | کنسرتو       | کنسرتو      | کنسرتو         | کنسرتو         |                  |
|                   |             | سونات        | سونات       | سونات          | سونات          |                  |
|                   |             | سونات تریو   | کوارتت زهی  | کوارتت زهی     | کوارتت زهی     |                  |
|                   | رقص         | سوئیت        |             | سوئیت          | سوئیت          |                  |
|                   |             |              |             | پوئم سمفونیک   | پوئم سمفونیک   |                  |
|                   |             |              |             | اوورتور        | اورتور         |                  |
|                   |             | اپرا         | اپرا        | اپرا           | اپرا           |                  |
|                   | مس          | مس           | مس          | مس             | مس             |                  |
|                   |             | اوراتوریو    | اوراتوریو   | اوراتوریو      | اوراتوریو      |                  |
|                   |             | کانتات       | کانتات      | کانتات         | کانتات         |                  |
|                   |             | فوگ          |             |                |                |                  |
|                   |             |              |             |                |                | موسیقی الکترونیک |
|                   | مادریگال    |              |             | سرود تصنیعی    | سرود تصنیعی    |                  |
|                   |             |              |             | قطعه به مناسبت | قطعه به مناسبت |                  |
| سرودهای گرگوریایی |             |              |             |                |                |                  |

## تحول سازبندی
مثال‌هایی از سیر تحول سازبندی در دوره‌های مختلف موسیقی کلاسیک.
| خانوادهٔ سازها | (دورهٔ باروک) یوهان سباستیان باخ (کنسرتوی براندنبورگ) | (دورهٔ کلاسیک) یوزف هایدن (سمفونی شماره ۱۰۴) | (دورهٔ رمانتیک) هکتور برلیوز (سمفونی فانتاستیک)    | (دورهٔ مدرن) ایگور استراوینْسکی (بالهٔ پرستش بهار)                                                                           |
| ------------- | ---------------------------------------------------- | ------------------------------------------- | ------------------------------------------------- | --- |
| بادی‌های چوبی  | یک فلوت یک ابوا                                      | دو فلوت دو ابوا دو کلارینت دو فاگوت         | یک پیکولو دو فلوت دو ابوا چهار کلارینت چهار فاگوت | دو پیکولو سه فلوت یک فلوت آلتو چهار ابوا دو کُر آنْگْله دو کلارینت پیکولو پنج کلارینت دو کلارینت باس چهار فاگوت دو کنترفاگوت |
| بادی‌های مسی   | یک ترومپت                                            | دو کُر دو ترومپت                             | چهار کُر دو ترومپت دو کُرنِت سه ترومبون دو توبا      | هشت کُر یک ترومپت پیکولو چهار ترومپت یک ترومپت باس سه ترومبون دو توبای تنور دو توبای باس                                   |
| سازهای کوبه‌ای |                                                      | دو تیمپانی                                  | چهار تیمپانی طبل بزرگ ناقوس لوله‌ای سنج            | شش تیمپانی طبل بزرگ مثلث سنج تام‌تام دایره زنگی گوئیرو                                                                     |
| زهی‌ها         | ده تا بیست ساز زهی یک ویولن تک نواز                  | سی تا سی و پنج ساز زهی                      | شصت تا شصت و پنج ساز زهی                          | شصت تا هفتاد و پنج ساز زهی                                                                                                |
| سازهای دیگر   | هارپسیکورد                                           |                                             | دو چنگ                                            | |

## تجاری‌سازی

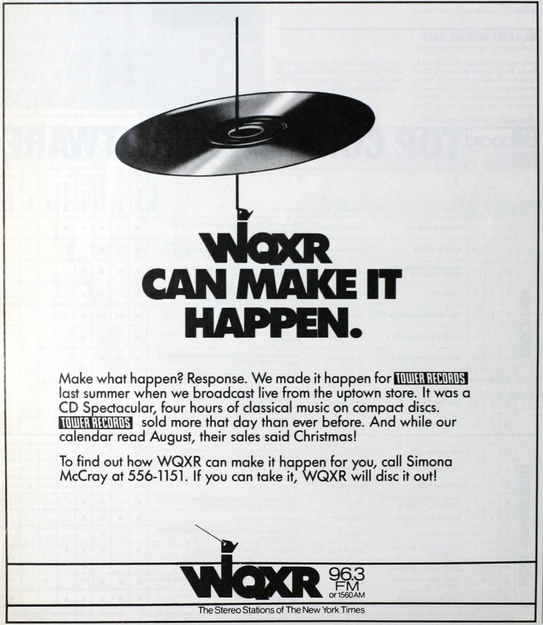
با ظهور رادیو و فروشگاه محصولات موسیقی، اجراهای زنده موسیقی کلاسیک در سی‌دی‌های تلفیقی گردآوری شده‌اند (WQXR برای Tower Records، ۱۹۸۶).

برخی از قطعات اصلی موسیقی کلاسیک اغلب به صورت تجاری (در تبلیغات یا موسیقی متن فیلم) استفاده می‌شوند. در تبلیغات تلویزیونی، چندین قطعه به کلیشه تبدیل شده‌اند، به ویژه آغاز «چنین گفت زرتشت» اثر ریشارد اشتراوس (که در فیلم «۲۰۰۱: ادیسه فضایی» مشهور شد) و بخش آغازین «او فورتونا» از «کارمینا بورانا» اثر کارل ارف؛ نمونه‌های دیگر عبارتند از «روز خشم» از رکوئیم جوزپه وردی، «در قصر پادشاه کوهستان» از «پیر گینت» اثر ادوارد گریگ، میزان‌های آغازین سمفونی شماره ۵ لودویگ فان بتهوون، «رقص شمشیر» آرام خاچاتوریان، «سوارکاری والکیری‌ها» از «دی والکوری» اثر ریشارد واگنر، «پرواز زنبور عسل» اثر نیکلای ریمسکی-کورساکف، و بخش‌هایی از «Rodeo» اثر آرون کوپلند. چندین اثر از عصر طلایی انیمیشن آمریکا اکشن را با موسیقی کلاسیک تطبیق دادند. نمونه‌های قابل توجه عبارتند از «فانتازیا» والت دیزنی، «Johann Mouse» تام و جری و «Rabbit of Seville» و «What's Opera, Doc?» برادران وارنر.
به همین ترتیب، فیلم‌ها و تلویزیون اغلب از قطعات استاندارد و کلیشه‌ای موسیقی کلاسیک برای انتقال حس پالایش یا شکوه استفاده می‌کنند: برخی از قطعاتی که اغلب در این دسته شنیده می‌شوند عبارتند از سوئیت ویولنسل یوهان سباستیان باخ، «موسیقی کوچک شبانه» اثر ولفگانگ آمادئوس موتسارت، «چهار فصل» اثر آنتونیو ویوالدی، «شبی بر فراز کوه سنگی» اثر مودست موسورگسکی (تنظیم‌شده توسط ریمسکی-کورساکف)، و «اورتور ویلیام تل» اثر جواکینو روسینی. شاون ونکور استدلال می‌کند که تجاری‌سازی موسیقی کلاسیک در دهه ۱۹۲۰ ممکن است به صنعت موسیقی آسیب رسانده باشد.

## نگارخانه

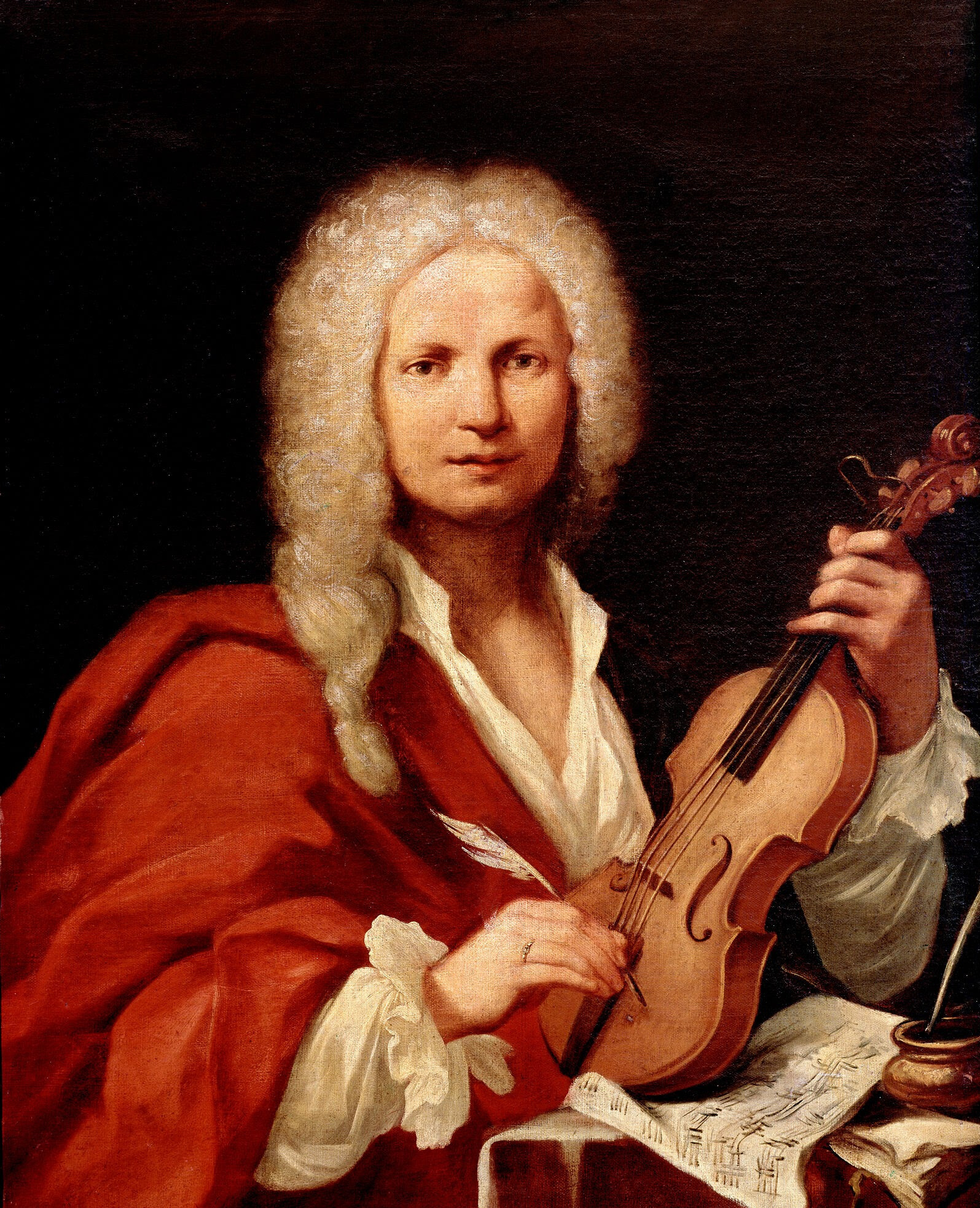
آنتونیو ویوالدی
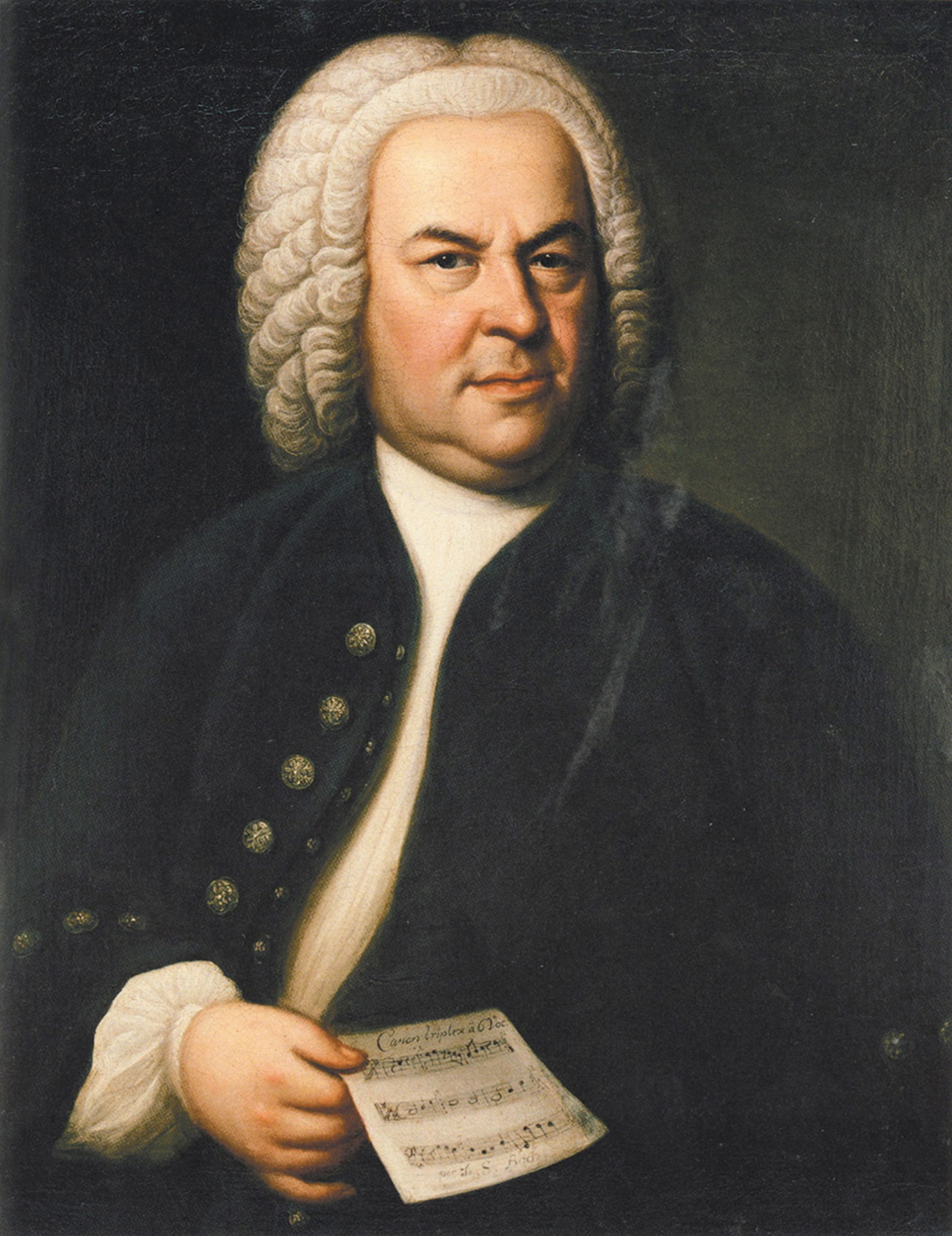
یوهان سباستیان باخ
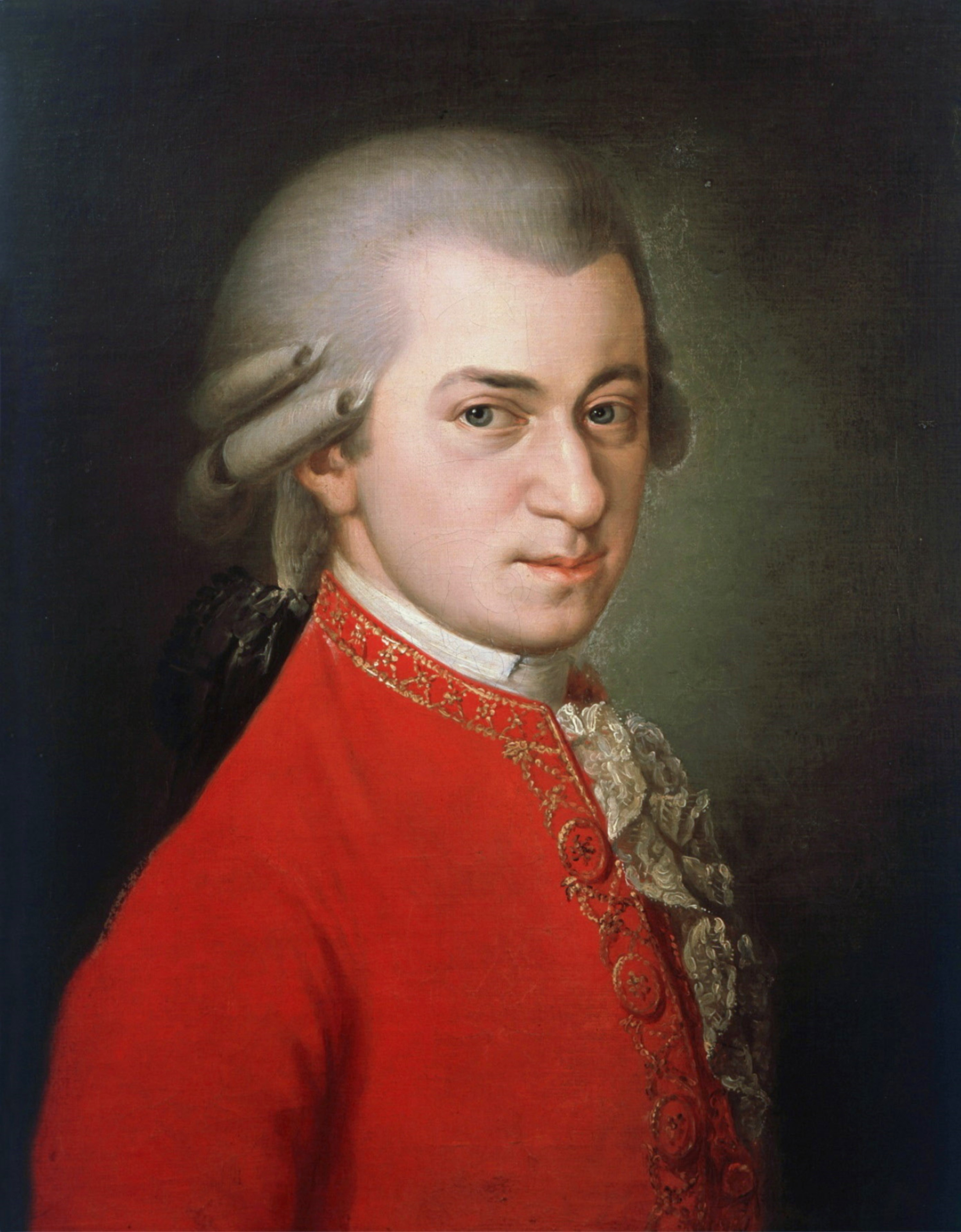
ولفگانگ آمادئوس موتسارت
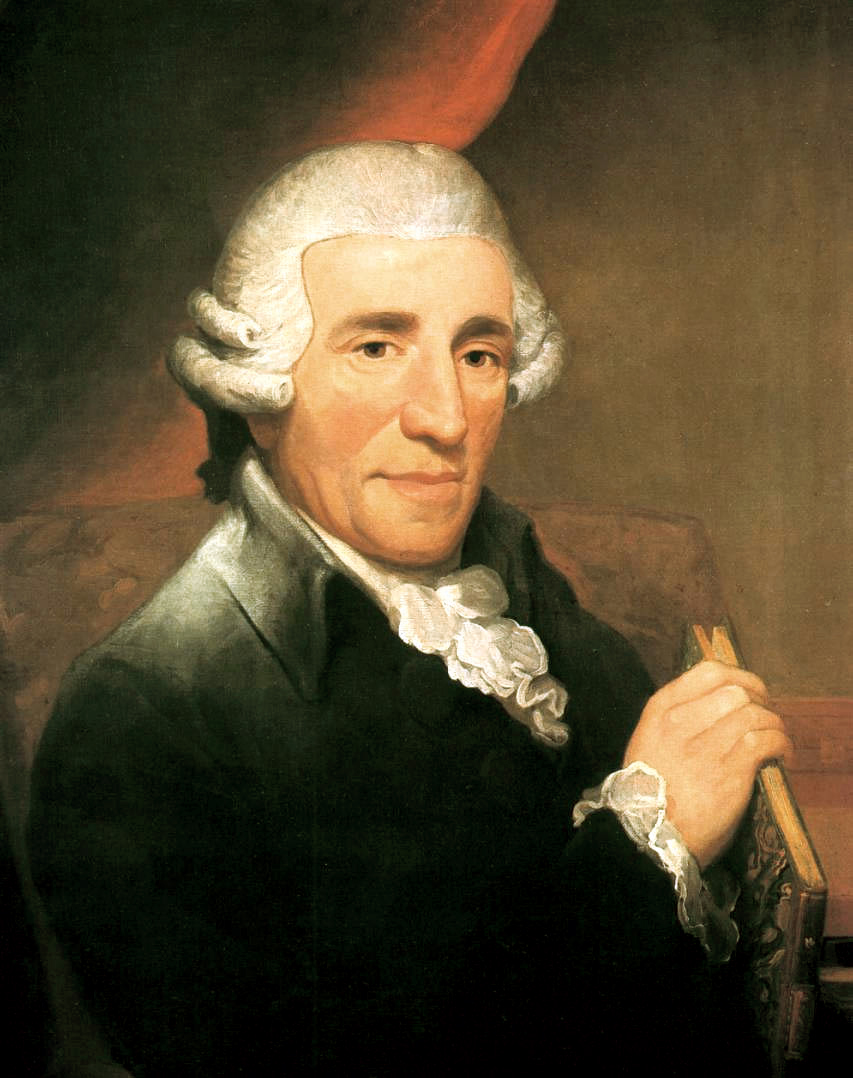
یوزف هایدن
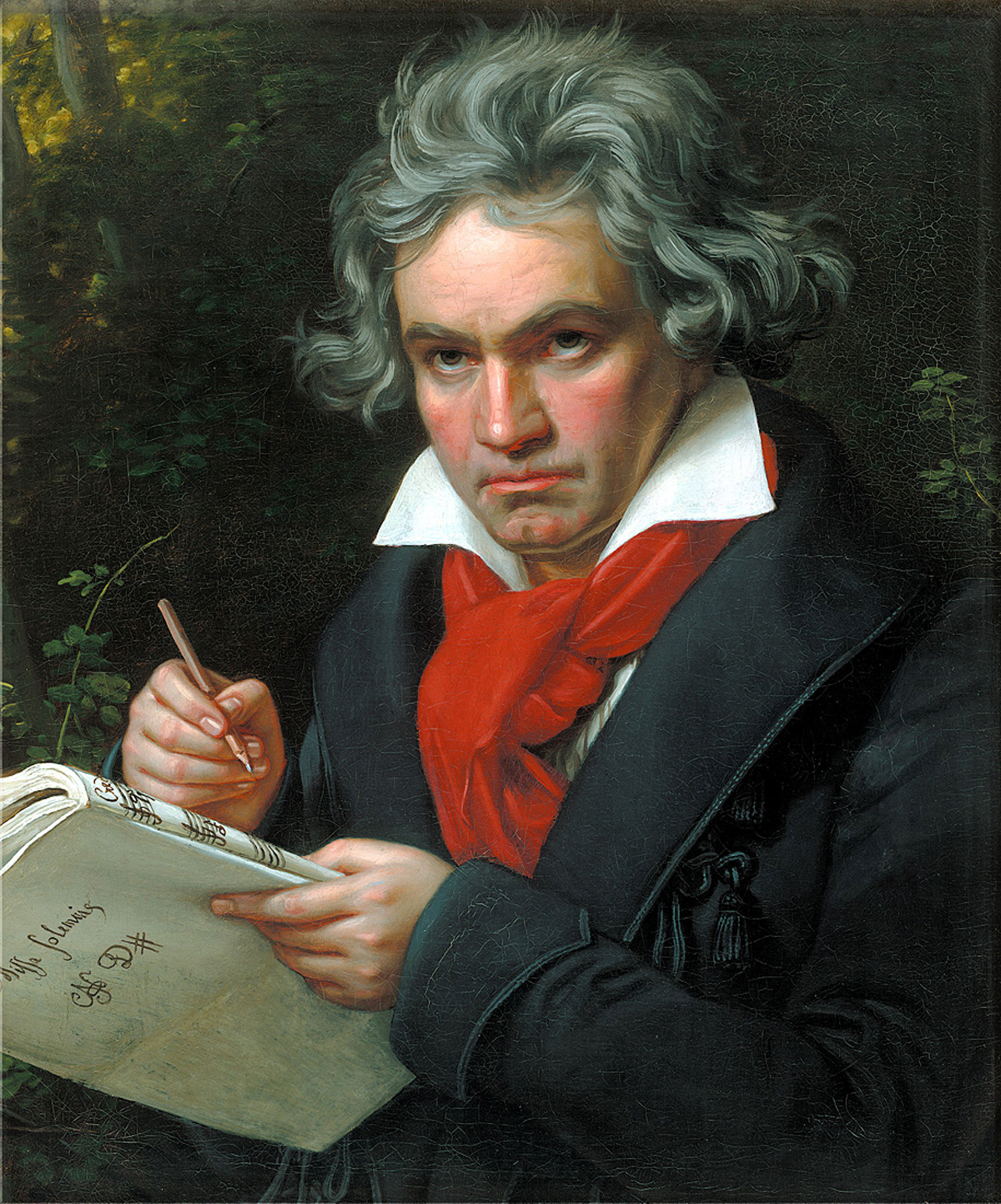
لودویگ فان بتهوون
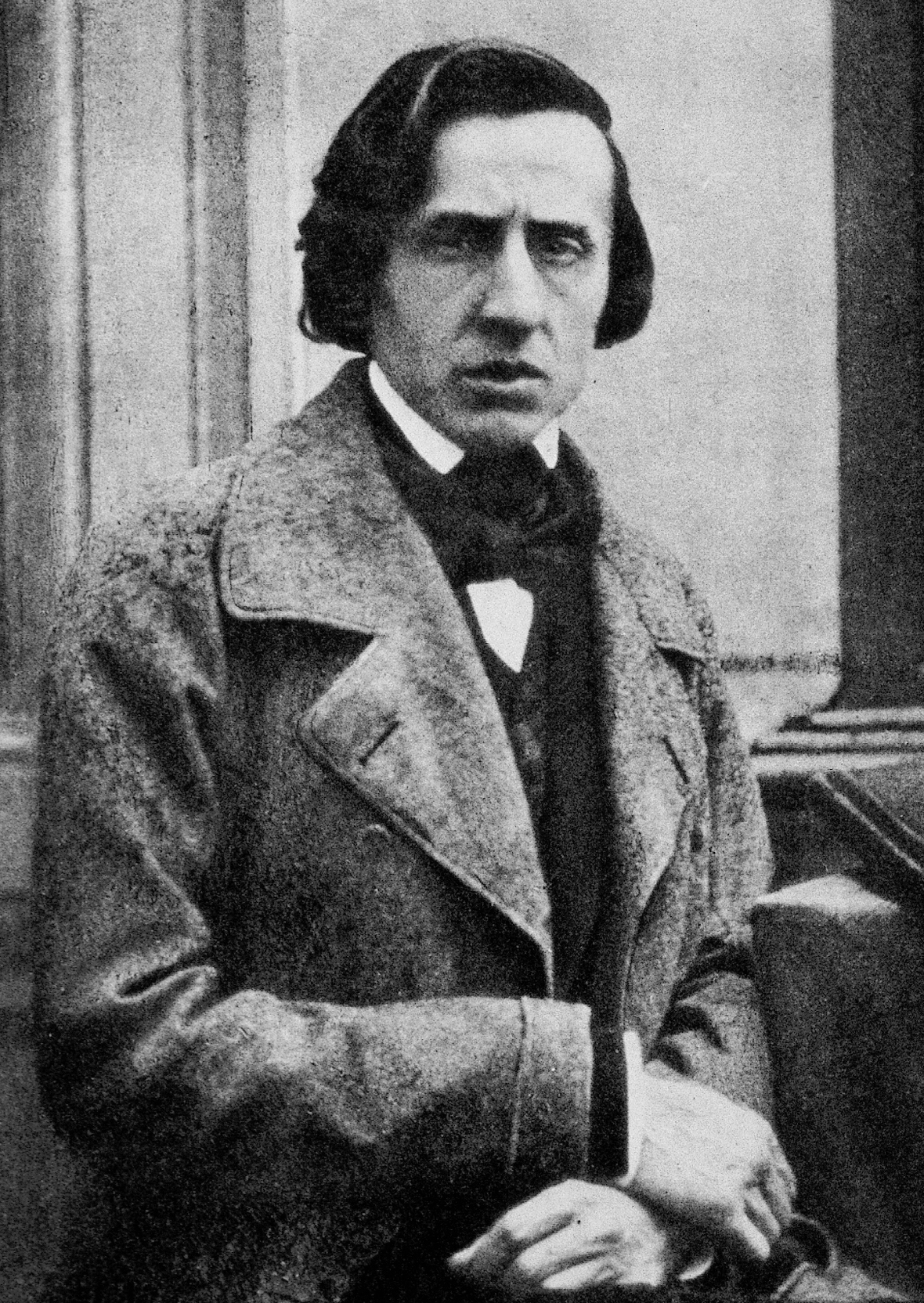
فردریک شوپن
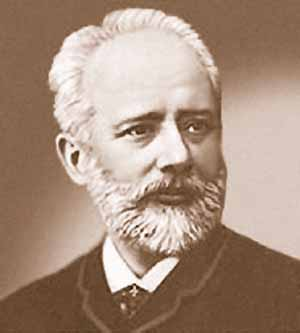
پیوتر ایلیچ چایکوفسکی
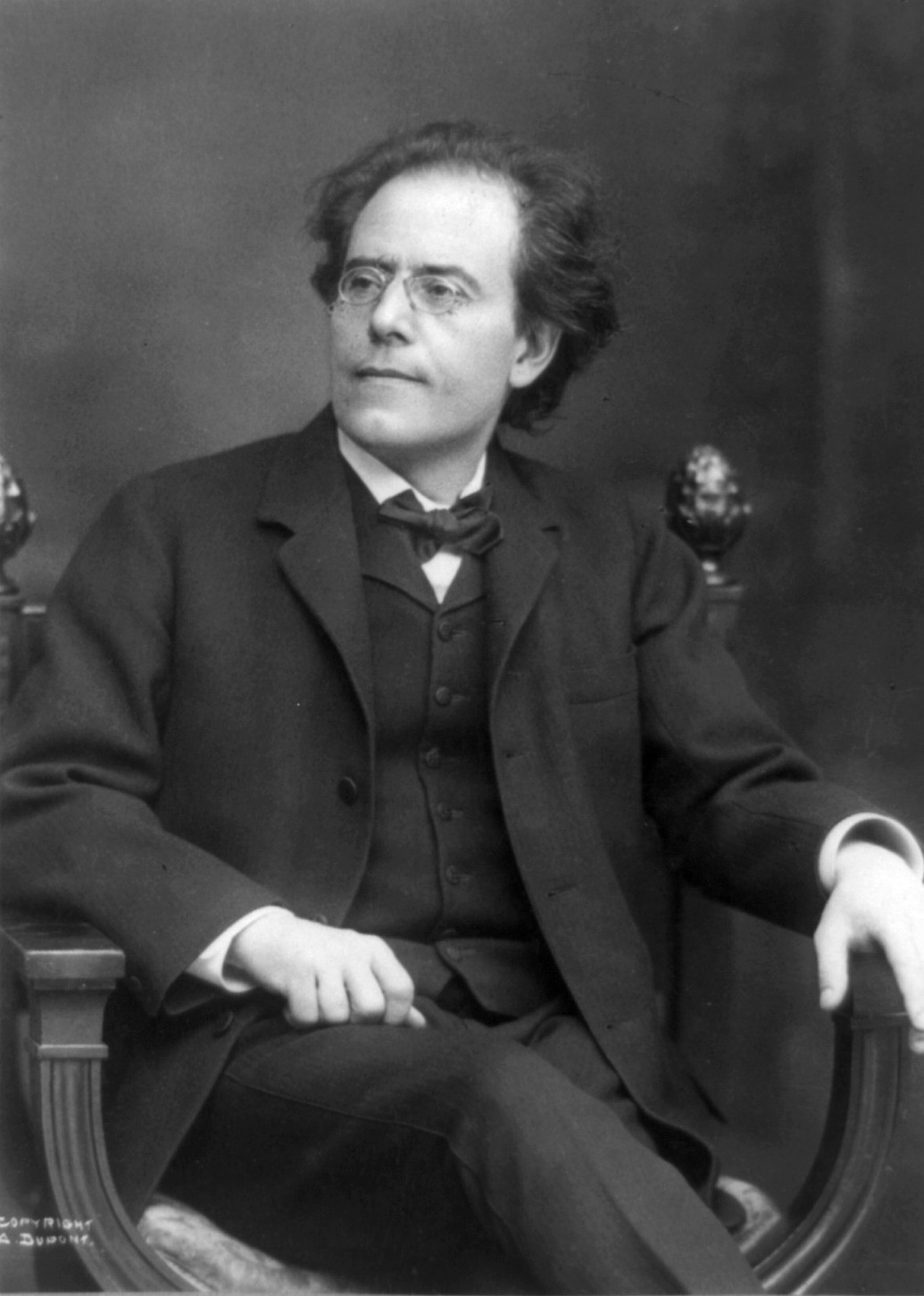
گوستاو مالر
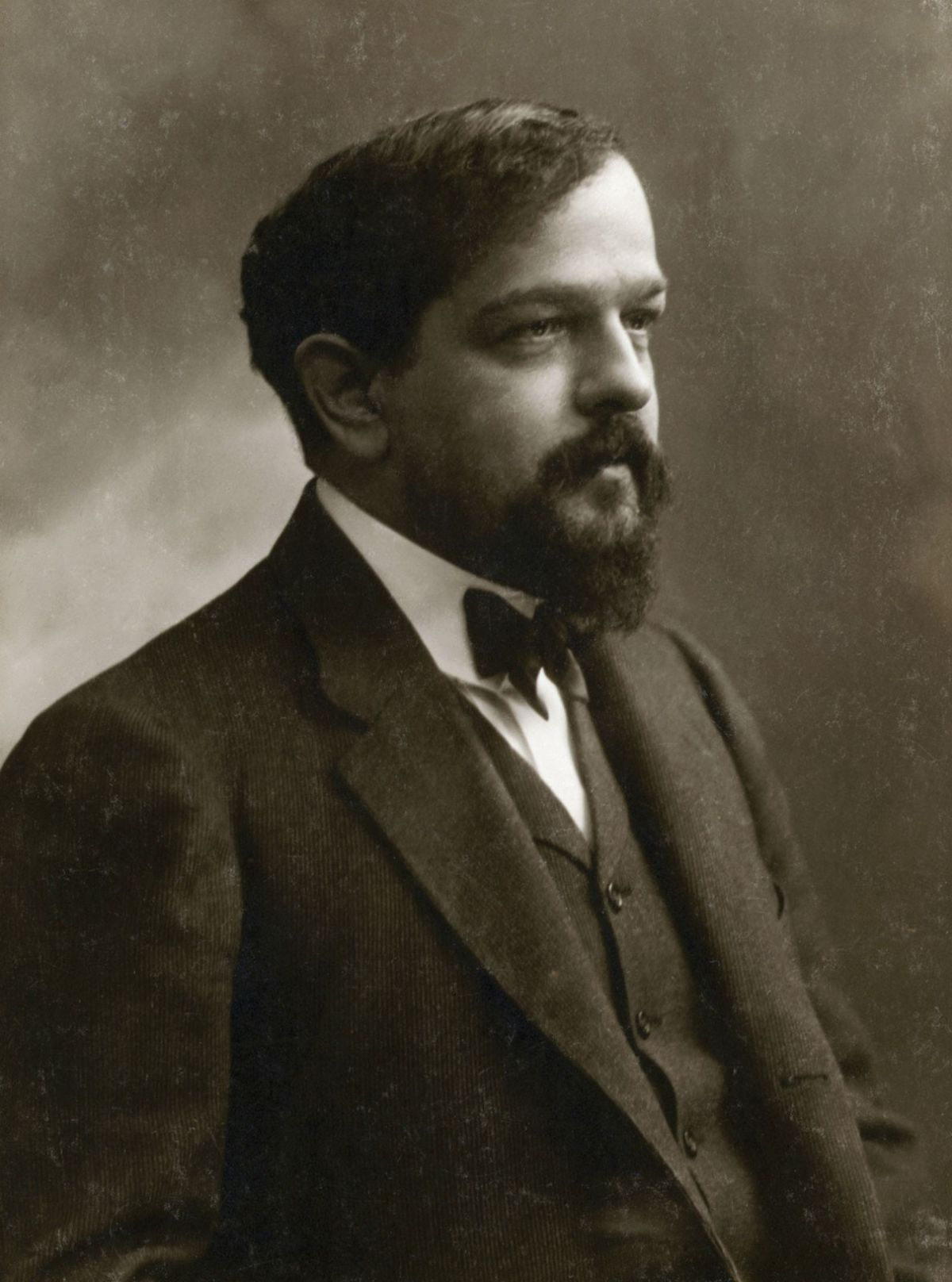
کلود دبوسی
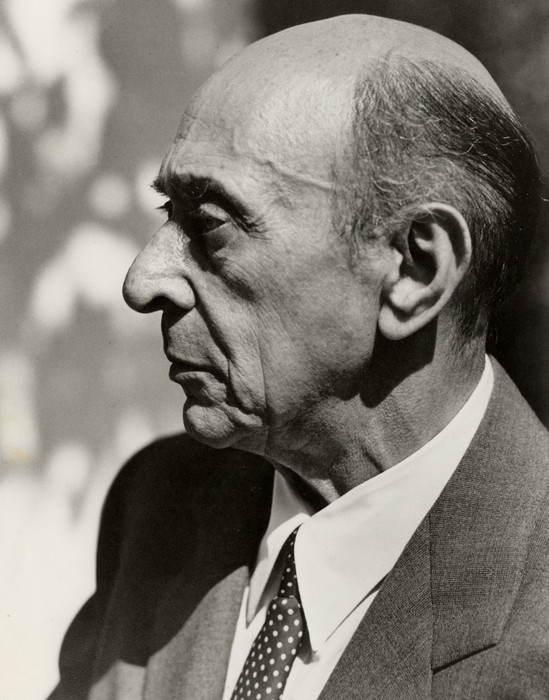
آرنولد شونبرگ
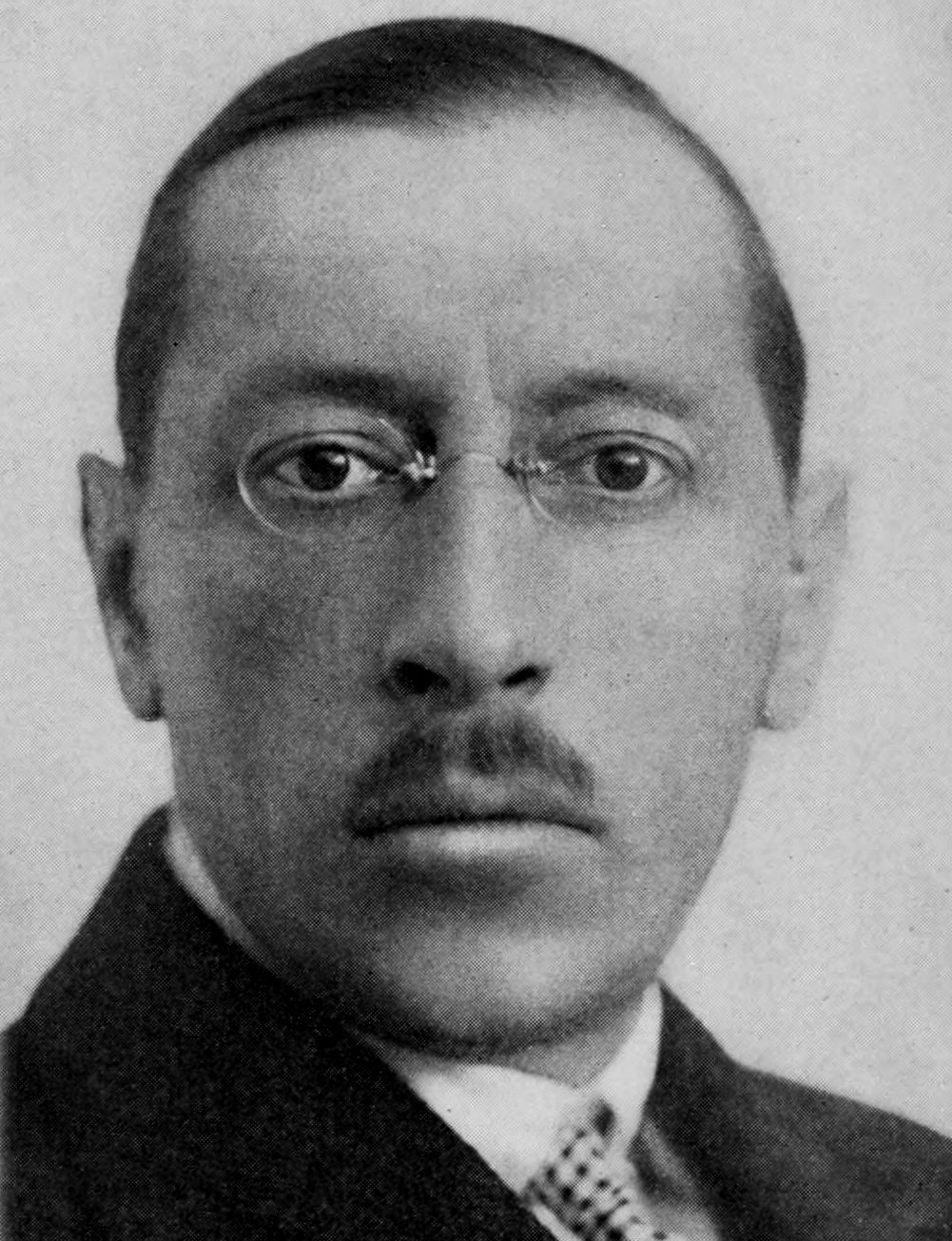
ایگور استراوینسکی
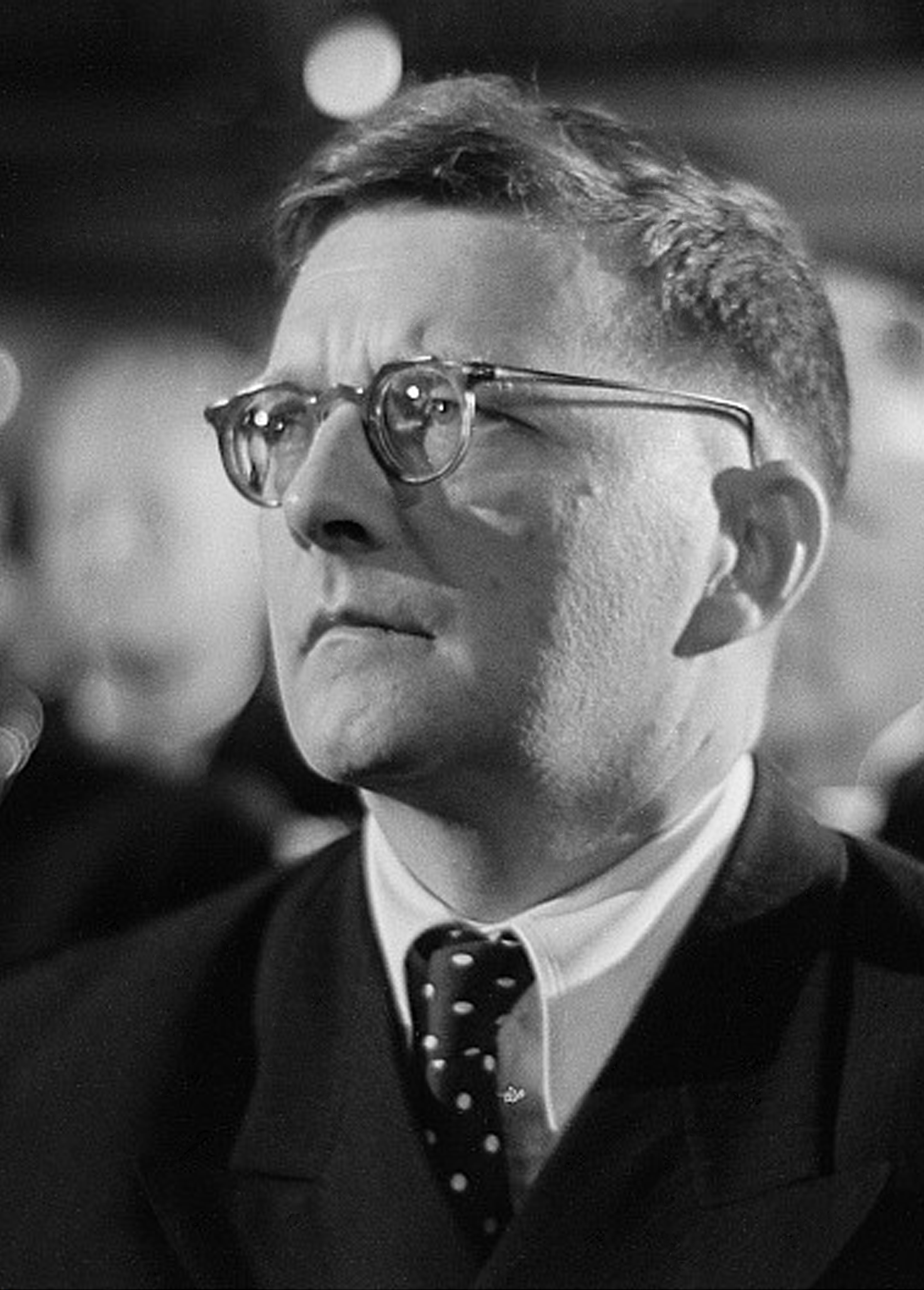
دمیتری شوستاکوویچ
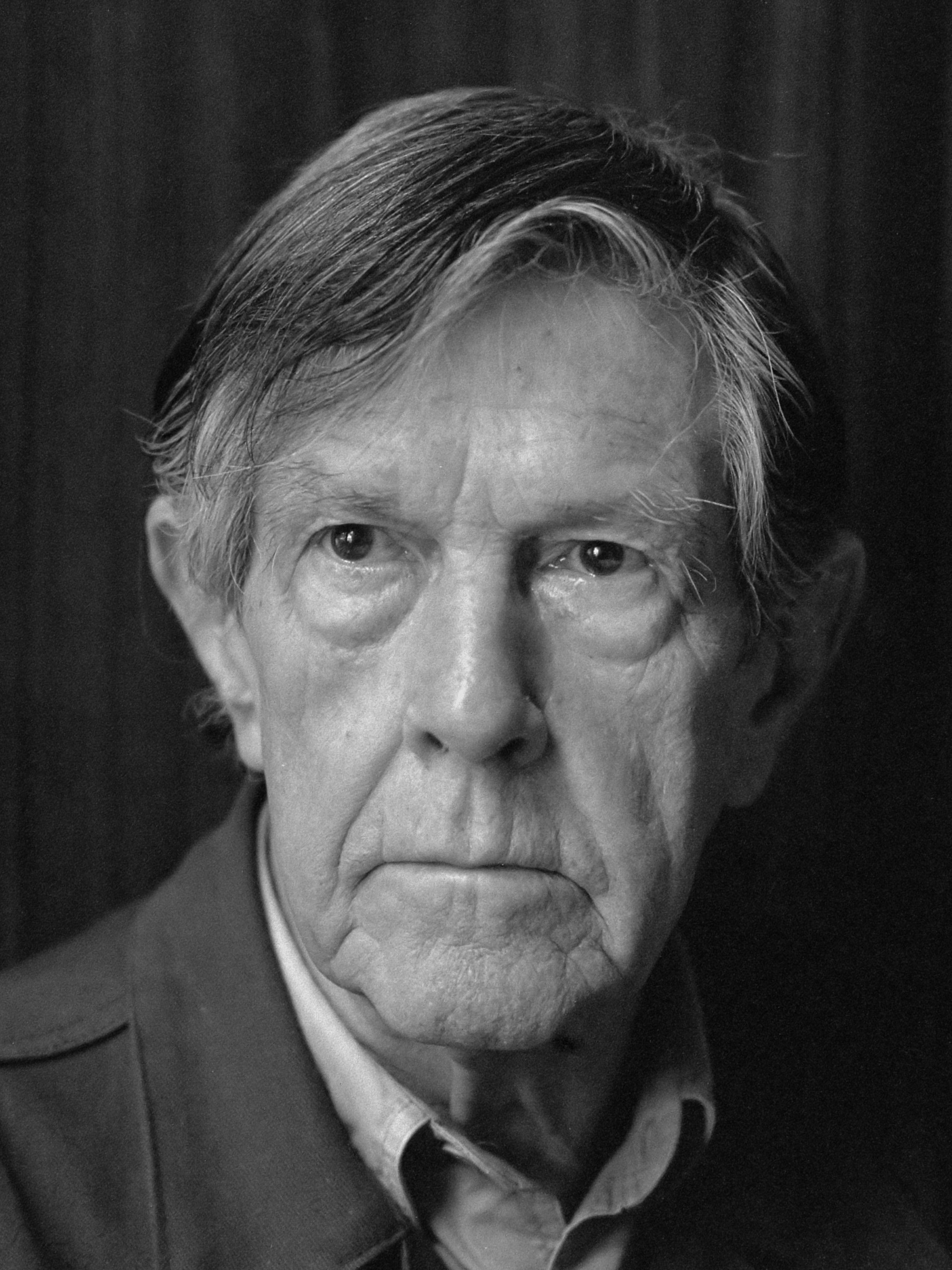
جان کیج
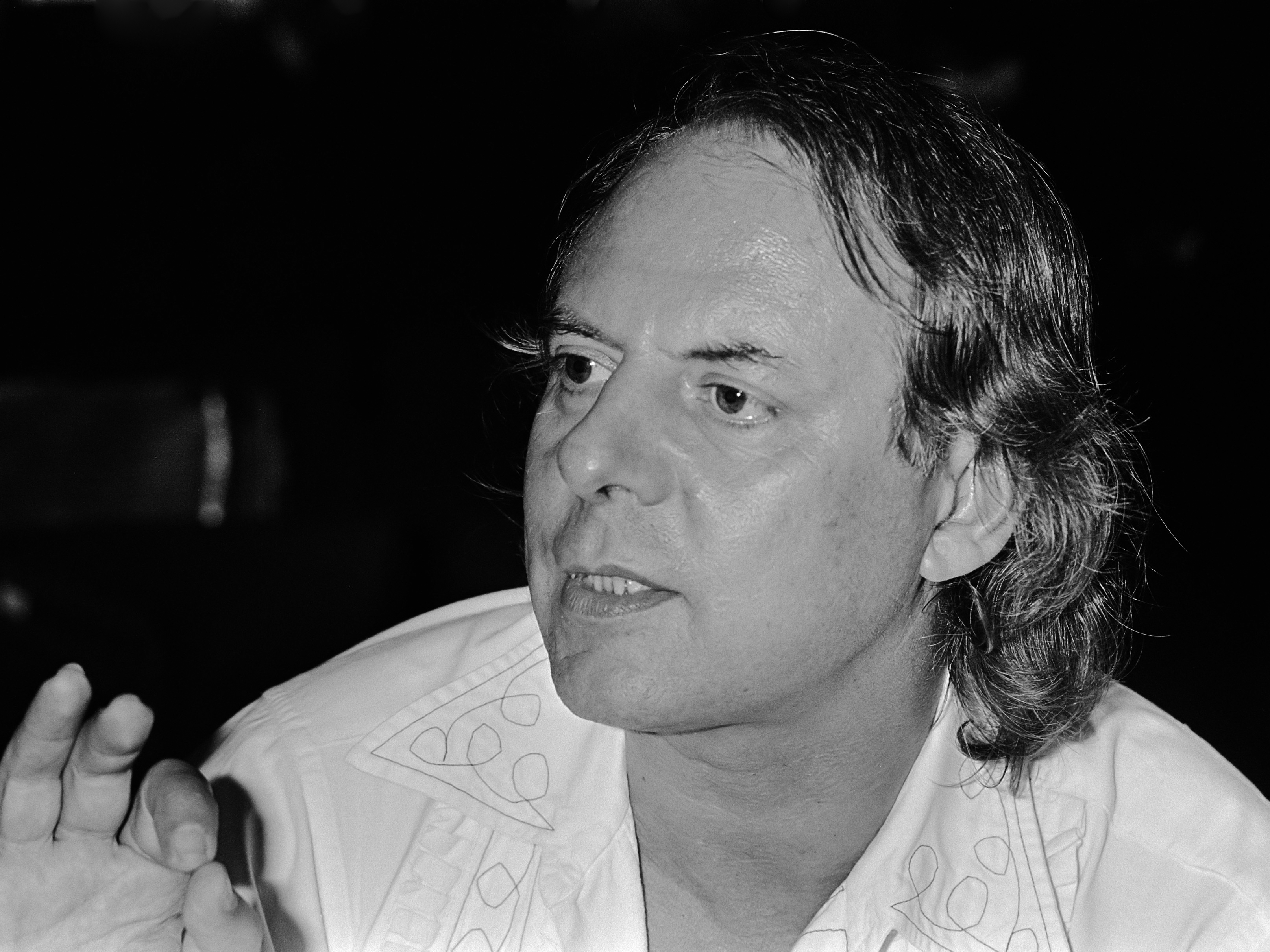
کارل هاینز اشتوکهاوزن